# Hungenroth
Hungenroth település Németországban, Rajna-vidék-Pfalz tartományban. Lakosainak száma 274 fő (2023. december 31.).

## Népesség
A település népességének változása:
| Lakosok száma | 162  | 277  | 256  | 271  | 279  | 274  |
|               | 1975 | 2017 | 2019 | 2021 | 2022 | 2023 |